# La Halle (entreprise)
 (septembre 2020).
Pour les articles homonymes, voir La Halle.
La Halle, anciennement  La Halle aux Chaussures et La Halle aux Vétements avant la fusion des deux entités, est une enseigne multimarques française dédiée à l’équipement en prêt-à-porter et chaussures pour toute la famille, appartenant depuis 2020 au groupe Beaumanoir.
Elle possède et vend des marques annexes telle que Liberto, Creeks, Mosquitos, Trappeur...

## Histoire
En 1896, Albert Lévy décide d’acquérir une manufacture de chaussures à Nancy. La SNC est fondée en 1903 avec Jérome Lévy (sans liens familiaux), sous le nom de Chaussure André. En 1981, le groupe André, sous l'impulsion de Jean-Louis Descours, ouvre son premier point de vente à prix discount, La Halle dédié aux chaussures,.
En 1987, l’enseigne enrichit son offre et ouvre le premier magasin Chaussland, présenté comme une grande Halle aux Chaussures avec une gamme de produits élargie aux chaussures de sport de marques et aux marques de centre-ville. Le groupe André ouvre en 1984 à Fresnes son premier magasin La Halle aux Vêtements, complétant son offre avec de l’habillement.
Calquée sur le modèle de La Halle aux Chaussures, La Halle Aux Vêtements est spécialisée dans la création et la distribution de prêt-à-porter et d’accessoires de mode à petits prix pour toute la famille. Chacune des enseignes est dirigée par un Directeur Général. Pour le vêtement, c’est Alain Cottet qui est nommé en 2009. Renaud Mazière prend la suite des opérations en 2012. Puis, il est remplacé par Thierry Jaugeas en 2014. La Halle aux Chaussures est dirigée pendant 13 ans par Claude Buffard (1999-2012), remplacé par Nicolas Teti jusqu’en 2016, avant l’unification des comités de directions des deux marques,.
En 2010, le concept de la Halle aux Vêtements est implanté dans des magasins de très grandes surfaces et se dote, trois ans plus tard, de collection de sacs et de petite maroquinerie. A la même période sont lancées les plateformes e-commerce La Halle Aux Chaussures et La Halle Aux Vêtements. Les deux sites fusionneront en 2014 pour devenir lahalle.com,.
En 2013, l’enseigne multimarques décide de monter en gamme et développe une nouvelle ligne inspirée des marques du Groupe Vivarte (K by Kookaï, C by Chevignon, N by Naf Naf…). Cette nouvelle stratégie s’accompagne d’un changement de nom : La Halle Aux Vêtements devient La Halle Mode & Accessoires, et La Halle Aux Chaussures prend le nom de La Halle Chaussures et Maroquinerie. Cependant, ce changement de positionnement « trop fort et trop vite » n’atteint pas ses objectifs,.
En 2015, La Halle ferme plus de 150 magasins à travers la France, entrainant des suppressions de postes en magasins, au siège et aux entrepôts.
En 2016, La Halle change de cap : elle repart à la conquête de ses clients historiques et repense ses collections pour être plus attrayante auprès de la jeune mère de famille, « une femme qui achète pour elle, ses enfants et son mari ». 
En décembre 2016, Philippe Thirache est nommé président à la direction de La Halle. En 2017, La Halle Aux Chaussures met en place une stratégie de restructuration pour rationaliser son parc de magasins. Les moins rentables sont fermés. Un plan de sauvegarde de l'emploi (PSE) est mis en place. Il vise à faciliter le reclassement des salariés dont le licenciement économique ne peut être évité pour les magasins de La Halle Aux Chaussures. En mars 2019, Stéphane Roche est nommé Directeur Général de Vivarte, aux côtés du président du groupe Patrick Puy, puis est nommé Président Directeur Général de la Halle.
En juillet 2020, le transfert des salariés repris par l'entreprise Pégase du Groupe Beaumanoir, qui n'a pas racheté la société La Halle SAS, mais juste pris le contrôle de certains actifs. Ces actifs sont constitués par 367 magasins de vêtements et de chaussures pour femmes, hommes et enfants, appartenant à la société La Halle SAS ainsi que par les marques La Halle et des marques annexes, telles que Liberto et Creeks (qui appartenaient à Vivarte) et le nom de domaine lahalle.com.
En 2021, le reste des actifs, soit 124 ex-points de vente de La Halle, sont repris par le groupe Chaussea.